# Conus marchionatus
Espèce
Sous-espèces de rang inférieur
- Conus marchionatus var.

Statut de conservation UICN

 LC  : Préoccupation mineure
Conus marchionatus est une espèce de mollusques gastéropodes marins de la famille des Conidae.

## Description
- Il a été décrit par Richard Brinsley Hinds en 1843.
- On observe des dessins marron en réseau sur toute la surface de la coquille.
- Taille = 30 - 40 mm.

## Répartition
Îles Marquises (Nuku Hiva).

## Synonymie
- Conus marchionatus var. (Tryon, 1884)[1]